# كلابية الذنب المتلوية
كلابية الذنب المتلوية (باللاتينية: Onchocerca volvulus) هي الدودة الأسطوانية المسببة لداء كلابية الذنب. يعتبر هذا الداء ثاني أكبر مسبب للعمى على مستوى العالم بعد مرض التراخوما.
صُنِّف هذا الداء أيضاً من قبل منظمة الصحة العالمية كواحدٍ من أكثر الأمراض (المدارية) المهملة، مع احتمال القضاء عليه تماماً في بعض الدول بحلول العام 2020.
توجد الكلابية في مناطق جنوب الصحراء الكبرى، والانسان هو المضيف النهائي الوحيد المعروف. تنتقل من شخص لأخر عن طريق الذبابة السوداء من فصيلة سيموليوم [الإنجليزية]